# ماثيو هيوز (سياسي)
ماثيو هيوز (بالإنجليزية: Matthew Hughes)‏ هو سياسي بريطاني وأسترالي، ولد في 9 فبراير 1950 في المملكة المتحدة. حزبياً، نشط في حزب العمال الأسترالي. وقد انتخب عضو الجمعية التشريعية لأستراليا الغربية عن دائرة Electoral district of Kalamunda ‏ (11 مارس 2017 – ).